# Thomas Hanbury
Thomas Hanbury (Lambeth, 21 de junho de 1832 – Ventimiglia, 9 de março de 1907), foi um comerciante londrino que adquiriu uma considerável fortuna com o comércio de seda e especiarias na China. Um Quaker, foi também um filantropo, com um particular interesse na horticultura, tendo criado o Jardim Botânico Hanbury em La Mortola, perto de Ventimiglia, em Itália, onde adquiriu um palácio em 1867.